# Patrick Patterson
Pour les articles homonymes, voir Patterson.
Patrick Patterson, né le 13 mars 1989 à Washington, D.C., est un joueur américain de basket-ball évoluant au poste d'ailier fort.

## Carrière

### Carrière universitaire
Patrick Patterson choisit de rejoindre en NCAA l'équipe des Kentucky Wildcats à l'université du Kentucky,.
Lors de sa première saison, ses statistiques sont de 16,4 points, 7,7 rebonds, 1,2 contre. Pour sa saison sophomore en 2008-2009, ses moyennes augmentent légèrement à 17,9 points, 9,3 rebonds, 2,1 contres et 60 % de réussite aux tirs. 
Avec l'arrivée de nouveaux joueurs lors de sa saison junior (John Wall, DeMarcus Cousins et Eric Bledsoe), Patterson n'est plus la seule option dans le leadership de l'équipe.

### Carrière professionnelle

#### Rockets de Houston (2010-fév.2013)
Le 24 juin 2010, Patterson est sélectionné par les Rockets de Houston au 14e rang de la draft.
Le 13 juillet 2010, il signe son contrat rookie avec les Rockets.
Entre le 9 novembre 2010 et le 13 décembre 2010, il est envoyé en G-League chez les Vipers de Rio Grande Valley.
Le 30 juin 2011, les Rockets activent leur option d'équipe sur le contrat de Patterson, le conservant jusqu'à la fin de saison 2011-2012.
Le 31 octobre 2012, les Rockets activent leur option d'équipe sur le contrat de Patterson, le conservant jusqu'à la fin de saison 2012-2013.

#### Kings de Ssacramento (fév.-déc.2013)
Le 21 février 2013, Patterson est transféré aux Kings de Sacramento, avec Cole Aldrich, Toney Douglas et une somme d'argent en échange de Francisco García, Tyler Honeycutt et Thomas Robinson.

#### Raptors de Toronto (2013-2017)
Le 9 décembre 2013, Patterson est transféré aux Raptors de Toronto, avec Chuck Hayes, John Salmons, Greivis Vásquez et une somme d'argent en échange de Quincy Acy, Rudy Gay et Aaron Gray.
Le 1er juillet 2014, il devient agent libre.
Le 11 juillet 2014, Patterson signe un nouveau contrat de 18 millions de dollars sur trois ans avec les Raptors.
Le 1er juillet 2017, il devient agent libre.

#### Thunder d'Oklahoma City (2017-2019)
Le 10 juillet 2017, il signe un contrat de 16,4 millions de dollars sur trois ans avec le Thunder d'Oklahoma City.
Le 11 mai 2019, il active son option de joueur sur son contrat, choisissant de rester au Thunder pour la saison 2019-2020.
Le 1er août 2019, le Thunder se sépare de Patterson.

#### Clippers de Los Angeles (2019-2021)
Le 15 août 2019, il signe un contrat de 2,3 millions de dollars sur un an avec les Clippers de Los Angeles. À l'intersaison 2020, il re-signe avec les Clippers pour un an.

## Statistiques

### Universitaires
Les statistiques de Patrick Patterson en matchs universitaires sont les suivantes :
| Saison    | Équipe   | Matchs | Titul. | Min./m | % Tir | % 3pts | % LF | Rbds/m. | Pass/m. | Int/m. | Ctr/m. | Pts/m. |
| --------- | -------- | ------ | ------ | ------ | ----- | ------ | ---- | ------- | ------- | ------ | ------ | ------ |
| 2007-2008 | Kentucky | 25     | 25     | 35,7   | 57,4  | 0,0    | 73,1 | 7,68    | 1,72    | 0,84   | 1,24   | 16,44  |
| 2008-2009 | Kentucky | 34     | 34     | 33,6   | 60,5  | 0,0    | 76,8 | 9,29    | 1,94    | 0,62   | 2,06   | 17,91  |
| 2009-2010 | Kentucky | 38     | 38     | 33,0   | 57,5  | 34,8   | 69,2 | 7,45    | 0,95    | 0,71   | 1,34   | 14,32  |
| Carrière  | Carrière | 97     | 97     | 33,9   | 58,6  | 32,9   | 73,4 | 8,15    | 1,49    | 0,71   | 1,57   | 16,12  |

### Professionnelles
gras = ses meilleures performances

#### Saison régulière NBA
| Saison    | Équipe        | Matchs | Titul. | Min./m | % Tir | % 3pts | % LF | Rbds/m. | Pass/m. | Int/m. | Ctr/m. | Pts/m. |
| --------- | ------------- | ------ | ------ | ------ | ----- | ------ | ---- | ------- | ------- | ------ | ------ | ------ |
| 2010-2011 | Houston       | 52     | 6      | 16,7   | 55,8  | 0,0    | 71,4 | 3,85    | 0,79    | 0,33   | 0,71   | 6,31   |
| 2011-2012 | Houston       | 64     | 1      | 23,2   | 44,0  | 0,0    | 70,2 | 4,47    | 0,83    | 0,42   | 0,56   | 7,66   |
| 2012-2013 | Houston       | 47     | 38     | 25,9   | 51,9  | 36,5   | 75,5 | 4,70    | 1,09    | 0,38   | 0,57   | 11,57  |
| 2012-2013 | Sacramento    | 24     | 3      | 23,2   | 49,4  | 44,4   | 78,6 | 4,83    | 1,25    | 0,54   | 0,54   | 8,04   |
| 2013-2014 | Sacramento    | 17     | 6      | 24,4   | 41,0  | 23,1   | 56,2 | 5,82    | 0,88    | 0,76   | 0,18   | 6,94   |
| 2013-2014 | Toronto       | 48     | 7      | 23,3   | 47,7  | 41,1   | 74,5 | 5,06    | 1,31    | 0,88   | 0,71   | 9,10   |
| 2014-2015 | Toronto       | 81     | 4      | 26,6   | 44,9  | 37,1   | 78,7 | 5,35    | 1,91    | 0,74   | 0,54   | 8,00   |
| 2015-2016 | Toronto       | 79     | 0      | 25,6   | 41,4  | 36,2   | 85,3 | 4,33    | 1,19    | 0,67   | 0,41   | 6,87   |
| 2016-2017 | Toronto       | 65     | 8      | 24,6   | 40,1  | 37,2   | 71,7 | 4,51    | 1,17    | 0,62   | 0,35   | 6,85   |
| 2017-2018 | Oklahoma City | 82     | 3      | 15,5   | 39,8  | 38,6   | 87,0 | 2,35    | 0,70    | 0,59   | 0,28   | 3,88   |
| 2018-2019 | Oklahoma City | 63     | 5      | 13,7   | 37,4  | 33,6   | 63,3 | 2,33    | 0,49    | 0,25   | 0,21   | 3,63   |
| 2019-2020 | L.A. Clippers | 59     | 18     | 13,2   | 40,8  | 39,0   | 81,4 | 2,56    | 0,69    | 0,12   | 0,05   | 4,95   |
| Carrière  | Carrière      | 681    | 99     | 21,1   | 44,8  | 36,9   | 75,5 | 4,00    | 1,04    | 0,52   | 0,42   | 6,73   |

Mise à jour le 12 août 2020

#### Playoffs NBA
| Saison   | Équipe        | Matchs | Titul. | Min./m | % Tir | % 3pts | % LF  | Rbds/m. | Pass/m. | Int/m. | Ctr/m. | Pts/m. |
| -------- | ------------- | ------ | ------ | ------ | ----- | ------ | ----- | ------- | ------- | ------ | ------ | ------ |
| 2014     | Toronto       | 7      | 0      | 28,5   | 54,2  | 38,9   | 77,8  | 6,71    | 1,29    | 0,43   | 0,43   | 10,43  |
| 2015     | Toronto       | 4      | 0      | 26,5   | 55,6  | 46,7   | 100,0 | 3,50    | 1,25    | 0,75   | 0,00   | 10,25  |
| 2016     | Toronto       | 20     | 9      | 29,1   | 40,4  | 30,0   | 84,6  | 3,85    | 1,20    | 0,35   | 0,45   | 7,65   |
| 2017     | Toronto       | 10     | 1      | 18,5   | 27,8  | 30,8   | 100,0 | 2,00    | 2,00    | 0,70   | 0,20   | 3,40   |
| 2018     | Oklahoma City | 6      | 0      | 9,6    | 50,0  | 50,0   | 0,0   | 1,83    | 0,50    | 0,17   | 0,00   | 1,33   |
| 2020     | L.A. Clippers | 2      | 0      | 4,9    | 100,0 | 100,0  | 0,0   | 0,50    | 2,00    | 0,00   | 0,00   | 4,50   |
| Carrière | Carrière      | 49     | 10     | 23,3   | 43,8  | 35,3   | 85,2  | 3,47    | 1,33    | 0,43   | 0,29   | 6,49   |

Mise à jour le 13 septembre 2020

## Records sur une rencontre en NBA
Les records personnels de Patrick Patterson en NBA sont les suivants, :
| Type de statistique        | Saison régulière | Saison régulière           | Saison régulière | Playoffs | Playoffs           | Playoffs      |
| Type de statistique        | Record           | Adversaire                 | Date             | Record   | Adversaire         | Date          |
| -------------------------- | ---------------- | -------------------------- | ---------------- | -------- | ------------------ | ------------- |
| Points                     | 27               | @ Thunder d'Oklahoma City  | 28 novembre 2012 | 17       | @ Nets de Brooklyn | 25 avril 2014 |
| Paniers marqués            | 11               | @ Thunder d'Oklahoma City  | 28 novembre 2012 | 6        | 2 fois             | 2 fois        |
| Paniers tentés             | 18               | @ Thunder d'Oklahoma City  | 28 novembre 2012 | 12       | Heat de Miami      | 11 mai 2016   |
| Paniers à 3 points réussis | 6                | @ Warriors de Golden State | 24 octobre 2019  | 3        | 4 fois             | 4 fois        |
| Paniers à 3 points tentés  | 11               | 2 fois                     | 2 fois           | 6        | 2 fois             | 2 fois        |
| Lancers francs réussis     | 6                | 2 fois                     | 2 fois           | 7        | Heat de Miami      | 15 mai 2016   |
| Lancers francs tentés      | 7                | 3 fois                     | 3 fois           | 7        | Heat de Miami      | 15 mai 2016   |
| Rebonds offensifs          | 7                | @ Bulls de Chicago         | 22 décembre 2014 | 7        | Heat de Miami      | 15 mai 2016   |
| Rebonds défensifs          | 11               | Thunder d'Oklahoma City    | 14 août 2020     | 8        | Nets de Brooklyn   | 4 mai 2014    |
| Rebonds totaux             | 14               | Thunder d'Oklahoma City    | 14 août 2020     | 11       | Heat de Miami      | 15 mai 2016   |
| Passes décisives           | 6                | 3 fois                     | 3 fois           | 4        | 5 fois             | 5 fois        |
| Interceptions              | 4                | @ Rockets de Houston       | 23 novembre 2016 | 3        | Bucks de Milwaukee | 18 avril 2017 |
| Contres                    | 5                | Nuggets de Denver          | 31 octobre 2016  | 2        | 2 fois             | 2 fois        |
| Balles perdues             | 4                | @ Heat de Miami            | 5 janvier 2014   | 3        | 4 fois             | 4 fois        |
| Minutes jouées             | 42               | @ Thunder d'Oklahoma City  | 16 mai 2021      | 41       | @ Heat de Miami    | 9 mai 2016    |

- Double-double : 16 (dont 1 en playoffs)
- Triple-double : 0

Dernière mise à jour : 2 juillet 2021